# 김유미 (방송인)
김유미(1986년 ~ )는 대한민국의 프리랜서 방송인이다. 2009년 12월 입사 후 여수MBC 1045 뉴스 앵커로 방송을 시작하였으며 이후 예능 MC, 뉴스 진행, 라디오 진행, 교양 프로그램 진행을 맡았다.
2012년 12월 3년간 일해온 여수MBC에서 퇴사하고 프리랜서로 전향했다.

## 학력
- 중앙대학교 일어일문학과, 신문방송학과 학사
- 고려대학교 언론대학원 언론학 석사

## 경력
- 2009년 : 여수MBC 아나운서

## 출연작

### 텔레비전 프로그램
- 2009년 : 여수MBC 《1045 뉴스》
- 2009년 : 여수MBC 《리얼토크 만남》
- 2010년 : 여수MBC 《6시 뉴스매거진》
- 2010년 : 여수MBC 《생방송 전국시대》
- 2010년 : 여수MBC 《뉴스데스크》
- 2010년 : 여수MBC 《FM4U 정오의 희망곡》